# Desnivell

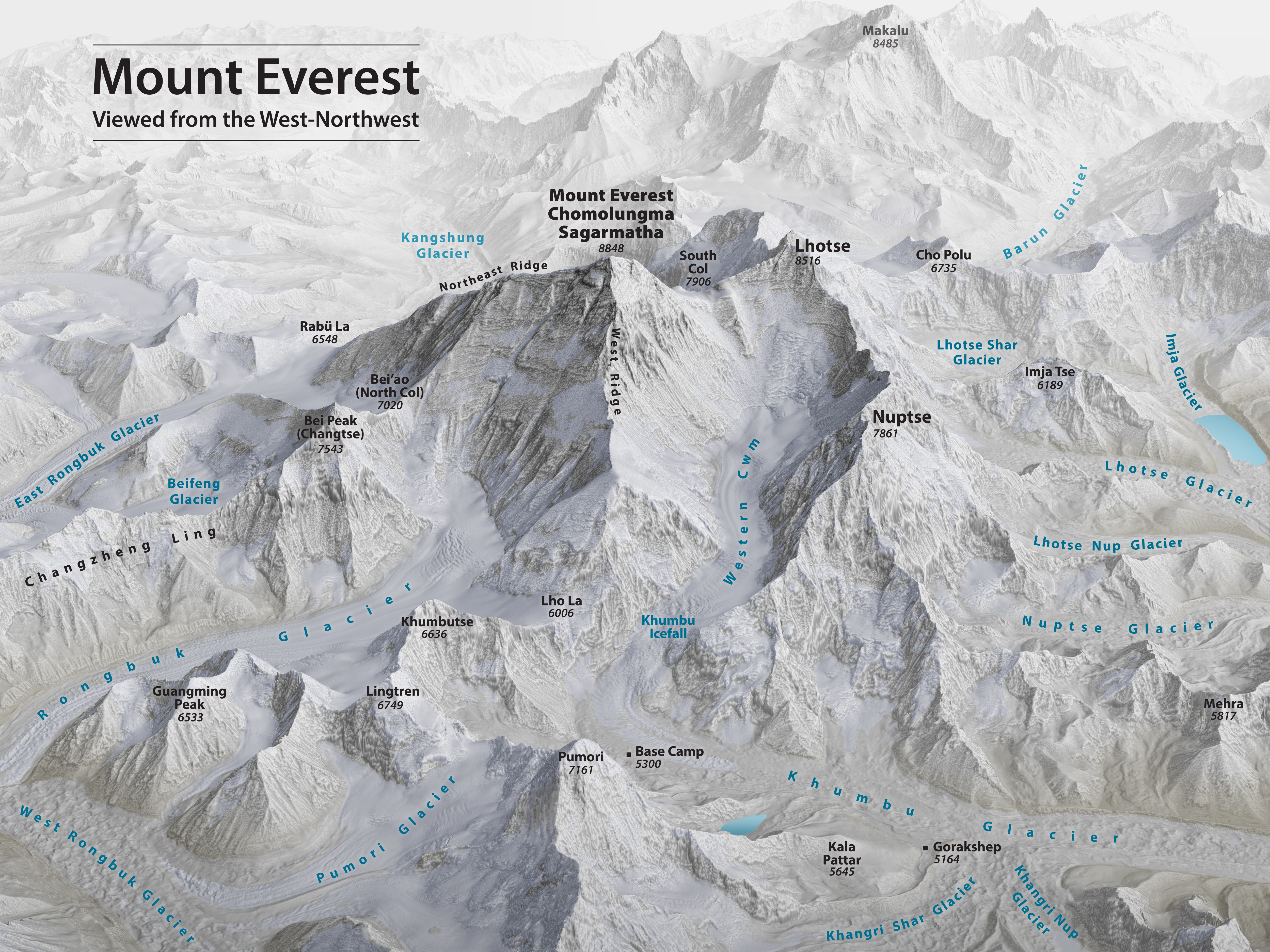
Imatge 3D de l'Everest. El desnivell entre el camp base (5.300 m) i el coll sud (7.906 m) és de 2.606 m i el desnivell entre el coll sud i el cim (8.848 m) és de 942 m

Senyal de perill amb un pendent relatiu de 10%

El desnivell (Geografia, Cartografia, Topografia) és la diferència d'altures entre dos punts. Diferència de nivell o d'altures entre dos punts de la superfície terrestre, és a dir la diferència entre dues alçàries.
Per tal de calcular el desnivell entre dos punts representats - generalment per coordenades geogràfiques - en un mapa o carta topogràfica, cal fer una resta entre les cotes o altituds respectives. Per exemple, entre la font (naixement) i la desembocadura d'un riu o entre el nivell del mar (riba) i el cim d'una muntanya: A1 - A₂ = D (A1: altitud punt 1; A₂: altitud punt 2; D: desnivell).
El mot desnivell és emprat per descriure la manca de nivell d'un terreny inclinat o amb pendent i també la Inclinació ascendent o descendent del terreny.

## Desnivell (pendent)
- El terme desnivell també és usat com a sinònim del grau del pendent[7] o grau d'inclinació o desnivell d'un terreny entre dues alçàries.
- En la senyalització de camins i carreteres es representa en forma percentual, és a dir, quants metres de desnivell se superen en 100 metres de recorregut. Exemple: en el cas d'un 10%, cal recórrer 100 metres en el pendent per pujar o baixar 10 metres d'alçada.
- Aquesta forma d'expressar el pendent és molt comuna, encara que pot ser una mica confusa perquè, per exemple, un valor de pendent del 100% es correspon amb un angle de 45 graus, ja que l'altura i la base d'un angle de 45 graus coincideixen i al dividir-los dona com a resultat 1, que si es multiplica per 100 és igual a un pendent del 100%.[8] Percentatge de Pendent = A / B * 100 (A: alçada, diferència d'alçària (metres); B: base, distància horitzontal entre dos punts (metres)).
- En hidrografia s'usa més sovint el desnivell per mil o metres per quilòmetre. Com més elevat el desnivell d'un riu, tant més les seves ribes són abruptes. Com més alt el desnivell d'una via navegable, més calen rescloses o altre obres, per a permetre a les embarcacions de superar el desnivell.

## Desnivell (esports)

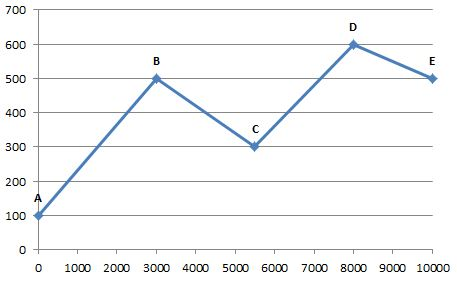
Diagrama exemple:Desnivell absolut= 400; Desnivell positiu acumulat: (400+300) = 700; Desnivell negatiu acumulat: (200+100) = 300; Desnivell acumulat: (700+300) = 1.000; Resultat positiu (+700 -300)= +400

Desnivell com la diferència d'altura entre el punt més baix i el punt més alt del recorregut d'una cursa o un itinerari de muntanya. Es diu que el desnivell és positiu quan l’altitud del segon punt (final) és superior a la del primer punt (inici), en el cas contrari, s'anomena desnivell negatiu. Quan el recorregut entre els dos punts encadena una successió de desnivells positius i negatius, de manera que puja i baixa, apareixen el següents conceptes:
- el desnivell net o desnivell absolut: diferència d’altitud entre el punt d'inici i el punt final. En curses o rutes circulars o en retorn el resultat és zero.
- el desnivell positiu acumulat: suma de totes les diferències d'alçada positives (ascens) del recorregut. Suma de les distàncies pujades en el recorregut d'una cursa.
- el desnivell negatiu acumulat: suma de totes les diferències d'alçada negatives (descens) del recorregut. Suma de les distàncies baixades en el recorregut d'una cursa.
- el desnivell acumulat: suma dels desnivells positiu i negatiu del recorregut d'una cursa.[9] En curses lineals, amb punts d'inici i final diferents, el resultat pot ser negatiu (-) o positiu (+).